# ケイデン・デイナ
- ケイデン・ダナ

ケイデン・ローレンス・デイナ（Caden Lawrence Dana, 2003年12月17日 - ）は、アメリカ合衆国ニューヨーク州オレンジ郡ウォーウィック出身のプロ野球選手（投手）。右投右打。MLBのロサンゼルス・エンゼルス所属。

## 経歴

### プロ入りとエンゼルス時代
2022年のMLBドラフト11巡目（全体328位）でロサンゼルス・エンゼルスから指名され、予定していたケンタッキー大学への進学を取りやめプロ入り。契約金は11巡目指名の選手では史上最高額となる149万7500ドル。また、兄のケイシーもこのドラフトでエンゼルスから指名された。同年に傘下のルーキー級アリゾナ・コンプレックスリーグ・エンゼルスでプロデビューした。
2023年はA級インランド・エンパイア・66ersで開幕を迎え、シーズン途中にA＋級トリシティ・ダストデビルズへ昇格。2球団合計で14試合に先発登板して3勝5敗、防御率3.56、89奪三振を記録した。
2024年はAA級ロケットシティ・トラッシュパンダズで開幕を迎え、7月にはオールスター・フューチャーズゲームに選出された。その後、8月30日にAAA級を経ずにメジャーへ昇格。9月1日のシアトル・マリナーズ戦に先発登板してメジャーデビューを果たし、6回を2失点で初登板初勝利を記録した。

## 詳細情報

### 年度別投手成績
| 年 度    | 球 団    | 登 板 | 先 発 | 完 投 | 完 封 | 無 四 球 | 勝 利 | 敗 戦 | セ 丨 ブ | ホ 丨 ル ド | 勝 率 | 打 者 | 投 球 回 | 被 安 打 | 被 本 塁 打 | 与 四 球 | 敬 遠 | 与 死 球 | 奪 三 振 | 暴 投 | ボ 丨 ク | 失 点 | 自 責 点 | 防 御 率 | W H I P |
| -------- | -------- | ----- | ----- | ----- | ----- | -------- | ----- | ----- | -------- | ----------- | ----- | ----- | -------- | -------- | ----------- | -------- | ----- | -------- | -------- | ----- | -------- | ----- | -------- | -------- | ------- |
| 2024     | LAA      | 3     | 3     | 0     | 0     | 0        | 1     | 2     | 0        | 0           | .333  | 52    | 10.1     | 14       | 5           | 7        | 0     | 1        | 8        | 0     | 0        | 12    | 11       | 9.58     | 2.03    |
| MLB：1年 | MLB：1年 | 3     | 3     | 0     | 0     | 0        | 1     | 2     | 0        | 0           | .333  | 52    | 10.1     | 14       | 5           | 7        | 0     | 1        | 8        | 0     | 0        | 12    | 11       | 9.58     | 2.03    |

- 2024年度シーズン終了時

### 年度別守備成績
| 年 度 | 球 団 | 投手（P） | 投手（P） | 投手（P） | 投手（P） | 投手（P） | 投手（P） |
| 年 度 | 球 団 | 試 合     | 刺 殺     | 補 殺     | 失 策     | 併 殺     | 守 備 率  |
| ----- | ----- | --------- | --------- | --------- | --------- | --------- | --------- |
| 2024  | LAA   | 3         | 1         | 0         | 0         | 0         | 1.000     |
| MLB   | MLB   | 3         | 1         | 0         | 0         | 0         | 1.000     |

- 2024年度シーズン終了時

### 記録
MiLB
- オールスター・フューチャーズゲーム選出：1回（2024年）

### 背番号
- 36（2024年 - ）